# Aminozuurresidu

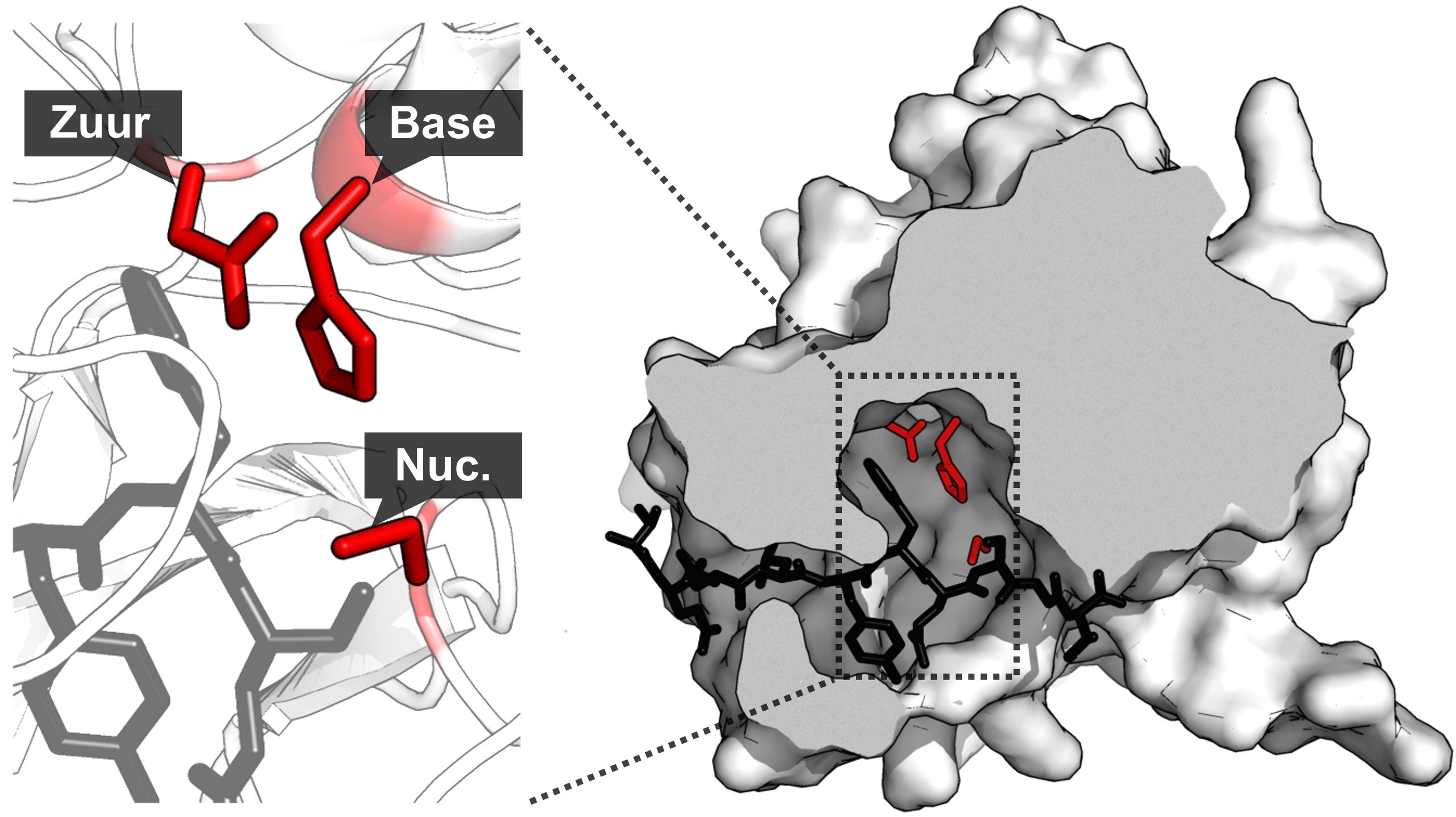
Katalytische triade van een protease, met drie residuen (rood). De triade bestaat in dit geval uit aspartaat (zuur), histidine (base) en de nucleofiel cysteïne

Een aminozuurresidu is een aminozuur-eenheid die ingebouwd is in een peptideketen. Eiwitmoleculen zijn vaak opgebouwd uit vele honderden aminozuurresiduen.
Deze betekenis van de term residu is vermoedelijk ontstaan door het feit dat tijdens de vorming van een peptidebinding – een reactie waarin de monomere aminozuren aan elkaar worden gekoppeld tot een polymere keten – een watermolecuul bij de binding van twee aminozuren verwijderd wordt, waardoor alleen een 'residu' van het aminozuur overblijft dat in het eindproduct terechtkomt. Op deze manier kan men zeggen dat een aminozuur in een polypeptide een 'residu' is uit de condensatiereactie.